# Pawnee megye (Nebraska)
Pawnee megye az Amerikai Egyesült Államokban, azon belül Nebraska államban található. Megyeszékhelye és legnagyobb városa Pawnee City. Lakosainak száma 2544 fő (2020. április 1.). Pawnee megye Johnson, Nemaha, Richardson, Marshall, Gage és Nemaha megyékkel határos.

## Népesség
A megye népességének változása:
| Lakosok száma | 2771 | 2781 | 2780 | 2709 | 2659 | 2544 |
|               | 2010 | 2011 | 2012 | 2013 | 2015 | 2020 |